# داکورکاتی
داکورکاتی (به لاتین: Dhakurkati) یک منطقهٔ مسکونی در بنگلادش است که در ناحیه باریسال واقع شده‌است.